# Jonas Blue
Guy James Robin, professionellt känd som Jonas Blue, född 2 augusti 1989 i Chelmsford nordöst om London, är en brittisk DJ, låtskrivare, sångare, skivproducent och remixare som producerar musik av blandningen dance och pop.
2015 släppte Jonas Blue, med sång av sångerskan Dakota (Sophie Elton), en tropical houseversion av Tracy Chapmans låt "Fast Car" från 1988. Den versionen hamnade på en andraplats på UK Singles Chart efter Zayn Maliks låt "Pillowtalk" och hade en högre placering än originalversionen med Chapman som då hade hamnat på en femteplats i maj det året som låten släpptes. Den var med i topp 10 i elva veckor och nådde förstaplatsen i både Tyskland, Sverige, Australien och Nya Zeeland och sålde platina i Italien, Storbritannien, dubbel platina på Nya Zeeland och tredubbel platina i Australien. Jonas Blues version av "Fast Car" har i skrivande stund fått nästan 732 miljoner spelningar på Spotify och fått över 310 miljoner visningar på Vevo.
Den 3 juni 2016 släppte Jonas Blue, tillsammans med JP Cooper, låten "Perfect Strangers" på skivbolaget Virgin EMI Records som har sålt platina i Storbritannien, dubbel platina i Australien och guld på Nya Zeeland och gjorde även att han fick en biljon spelningar bland sina låtar och videos. Den 28 oktober samma år släppte han, tillsammans med den brittiska sångerskan Raye, låten "By Your Side", återigen på Virgin EMI Records. Den 5 maj 2017 släppte han låten "Mama" tillsammans med den australiske sångaren William Singe.